# آرتور اشکین
آرتور اشکین (انگلیسی: Arthur Ashkin؛ زاده ۱۹۲۲) یک فیزیک‌دان اهل ایالات متحده آمریکا است. او در سال ۲۰۱۸ به همراه ژرار مورو و دانا استریکلند برنده جایزه نوبل فیزیک شد.